# LKS Lechia Lwów
El LKS Lechia Lwów fou un club de futbol polonès de la ciutat de Lwów (Lviv actual Ucraïna).
Fou el primer club de futbol professional polonès, fundat l'estiu de 1903. Fou un dels quatre clubs de la ciutat de Lwów que jugà a la primera divisió polonesa abans de la II Guerra Mundial. Quan els polonesos expulsats de Lwów es traslladaren Gdańsk crearen el Lechia Gdansk el 1945.

## Referències

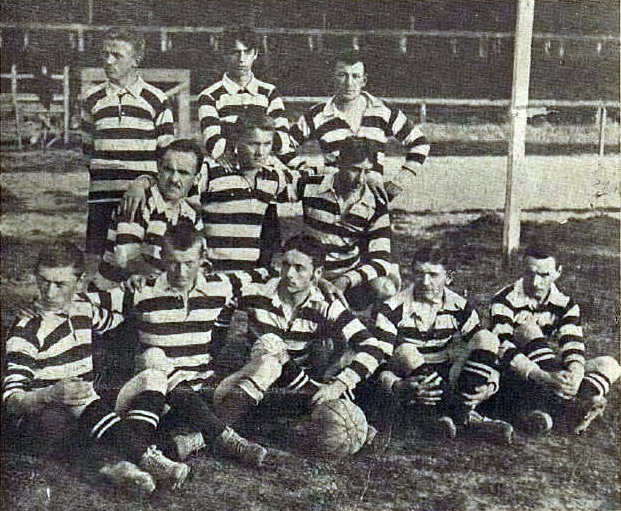
Lechia Lwów el 1909.